# نوران قره زادة
نوران قره زادة وأيضًا تعرف باسم نوران الزعيم، هي زوجة الرئيس حسني الزعيم، وسيدة سوريا الأولى بين 26 يونيو و 14 أغسطس 1949، وهي الفترة التي غدا فيها زوجها حسني الزعيم رئيسًا للجمهورية بعد انقلاب مارس 1949. تزوجت نوران الزعيم عام 1947 وأقامت معه في دمشق، وتولى حراستها وعائلتها عبد الحميد السراج. أنجب الزعيم من توران طفلة واحدة هي نيفين الزعيم، ولم ير الزعيم ابنته مطلقًا إذ خلع وأعدم انقلاب الحناوي بينما كانت نوران حبلى.
ليلة اعتقال الزعيم، صرّح لزوجته «لا تقلقي سأعود بعد قليل»، غير أن الزعيم أعدم في ذات الليلة. وضعت نوران في الإقامة الجبرية في منزلها مع شقيقتها كاريمان، واستمرت في هذه الحالة أسبوع «حتى نفذ الخبز من المنزل» قبل أن يسمح لها بمتابعة حياتها بشكل طبيعي، وخصصت لها الدولة السورية راتبًا بوصفها سيدة أولى سابقة - كانت قيمة الراتب 300 ليرة سورية حينها (كانت الدولار حينها 3.5 ليرة) - كما حافظت على منزلهما وأثاثه من المصادرة أو الاستيلاء عليه؛ لاحقًا عادت نوران إلى سوريا وتزوجت فخري الدردري، وأنجبت منه ولدين.
نوران كزوجها من أكراد سوريا، وهي أكثر سيدات الجمهورية الأولى نشاطًا وخروجًا إلى العلن في المجتمع المدني، رغم الفترة القصيرة التي لعبت فيها دور السيدة الأولى.